# Екатериничев, Иван Фёдорович
Иван Фёдорович Екатериничев (19 января 1921 — 1993) — советский актёр театра и кино, заслуженный артист РСФСР.

## Биография
Иван Екатериничев родился 19 января 1921 года. В 1951—1990 годах играл в Рязанском ТЮЗе (сейчас Рязанский государственный областной театр для детей и молодёжи – Театр на Соборной), где был одним из ведущих артистов. 
В 1980-х годах снимался в кино.
Умер в 1993 году.

## Награды и премии
- Заслуженный артист РСФСР (24.04.1980).
- Лауреат премии Рязанского комсомола.

## Работы в театре
- 1955 — «В добрый час» Виктора Розова[2]
- 1961 — «Не было ни гроша, да вдруг алтын» А. Н. Островского — Елеся[3]
- 1975 — «Поднятая целина» М. Шолохова — дед Щукарь[4]

## Фильмография
1. 1967 — Весна на Одере — солдат (нет в титрах)
2. 1978 — Ветер странствий — Михалыч
3. 1980 — Эскадрон гусар летучих — партизан, который сообщает Давыдову о смерти Якова
4. 1980 — Полёт с космонавтом — заведующий молочной фермой
5. 1982 — Василий Буслаев — эпизод
6. 1984 — Приходи свободным — гость
7. 1985 — Тайная прогулка — Афанасий
8. 1989 — Из жизни Фёдора Кузькина — эпизод
9. 1989 — Кому на Руси жить… — старик-«зек»